# Sapromyza multiseriata
Sapromyza multiseriata is een vliegensoort uit de familie van de Lauxaniidae. De wetenschappelijke naam van de soort is voor het eerst geldig gepubliceerd in 1932 door Czerny.